# نادي بلدية تولال
النادي الرياضي بلدية تولال هو نادي كرة قدم مغربي من مدينة تولال.